# 吉田晴乃
吉田 晴乃（よしだ はるの、1964年4月30日 - 2019年6月30日）は、日本の経営者。イギリスの老舗大手電気通信事業者BTグループの元日本法人代表取締役社長。元日本経済団体連合会審議員会副議長、内閣府規制改革推進会議委員。経団連初の女性役員。W20 Japan共同代表。2017年にはフォーチュン誌によるWorld's Greatest Leaders 50の一人に日本人としてただ一人選出されている。

## 人物
三人姉妹の二番目に生まれる。母親は1937年生まれの専業主婦で、母方の家族は満州国で暮らしていた時期があるという。
立教女学院高等学校を卒業後は慶應義塾大学文学部に進学。お嬢様女子校の環境に違和感を抱き始めたため、そのまま付属の大学には進学せず外部受験をした。慶應義塾大学卒業後は日本の大手企業への就職が内定していたが、卒業直前に病で倒れ、生死の境を彷徨う。この病により内定先への就職は断念せざるを得なくなったが、これがきっかけとなり「世間体はばからず」な人生が展開したとインタビューで語っている。病の克服後にアメリカの電子・通信機器メーカーモトローラの日本法人に就職。
1990年代にカナダ人男性と結婚し、カナダに移住。カナダの通信会社に入社し、日本人向け市場の営業を担当する。一女をもうけた後、離婚しシングルマザーとして1999年に渡米、NTT America Inc.（ニューヨーク）に転職。2004年に帰国し、NTTコミュニケーションズで営業課長としてビジネスのグローバル化に関する業務を担当する。
2008年にアメリカの大手電気通信事業者ベライゾン・コミュニケーションズ日本法人に入社して営業本部長を務め、2012年にBTジャパンの代表取締役社長に就任。
2015年6月2日に経団連初の女性役員（副議長）に就任。2016年9月より内閣府規制改革推進会議委員。
2017年、フォーチュン誌によるWorld's Greatest Leaders 50の一人に日本人としてただ一人選出された。
働く女性の地位向上の活動に従事し、米通信会社時代に、アジア太平洋地域の女性従業員委員会の副会長を務めていた。テレワークを積極的に活用することで、ワーキングマザーや家庭に要介護者のいる人でも仕事を続けられるだけではなく、地方創生にも効果があると主張している。
華やかな顔立ちを引き立てるメイク、高級ブランドの派手なジャケット、重量感あふれるアクセサリー、11cmのハイヒールで積極的に活動する姿は、その活動内容とともに多くの人にその存在を強く印象づけた。週末は仕事のことを忘れるために、40kmランニングすると語っている。
2018年8月31日、経団連の副議長を退任。
2019年3月23日、第５回国際女性会議WAW!/W20にて、W20 Japan共同代表として目黒依子上智大学名誉教授とともに、安倍総理に対してW20コミュニケを手交。
2019年6月28日、29日に大阪で開かれたG20サミットで運営委員会共同代表を務める。29日にはマキシマ・オランダ王妃やイバンカ・トランプ米国大統領補佐官らが出席した『G20大阪サミット 女性のエンパワーメントに関する首脳特別イベント』にて世界経済の成長における女性のエンパワーメントの必要性を演説した。
2019年6月30日、急逝。死因は心不全とされる。55歳没。
2019年9月6日、経団連会館で「お別れの会」が政財界約600人が参列してしめやかに行われた。父親によると、生涯に通信会社7社で働いてきた吉田だが、生前に経団連役員の仕事だけは「荷が重い」と引き受けることをためらっていたという。
2020年5月、生前に吉田が願っていた「女性のエンパワーメントを通じた新しい成長の形」を作り、2025年日本国際博覧会でその形を世界に示すことを目的に吉田晴乃記念実行委員会（任意団体）が結成された。団体代表は塚原月子（株式会社カレイディスト代表）。

## 外部サイト
- BTジャパン
- 吉田晴乃記念実行委員会
- 吉田晴乃記念実行委員会（HYMEC）公式ページ - facebook
- World Assembly for Women (WAW!) Vol. 23 吉田晴乃（BTジャパン代表取役社長）(2015.8.21)　‐ youtube
- 経団連・初の女性役員のキャリアステップ｜日経プラス10 トークplus（BSテレ東、2015.8.3） - youtube